# Черкасский, Михаил Алексеевич
Князь Михаи́л Алексе́евич Черка́сский (4 декабря 1867 — 5 сентября 1953, Брюссель, Бельгия) — русский государственный деятель, последний Симбирский губернатор. Участник Белого движения.

## Биография
Православный. Из старинного княжеского рода.
В 1892 году окончил Императорское училище правоведения и был причислен к Государственной канцелярии.
Затем в течение трех трехлетий избирался Одоевским, Тульской губернии, уездным предводителем дворянства.
С началом Первой мировой войны выехал на фронт во главе отряда Красного Креста. За самоотверженную работу под огнём награждён орденом Святого Владимира 4-й степени с мечами и бантом, и Георгиевской медалью 4-й степени.
В ноябре 1915 года был назначен Ярославским вице-губернатором, затем занимал пост Симбирского губернатора (1916—1917). Дослужился до чина статского советника, имел придворное звание камер-юнкера.
Осенью 1918 года прибыл на Кубань, где присоединился к Добровольческой армии. Во главе летучего отряда Красного Креста участвовал в боях вплоть до Новороссийской эвакуации. В марте 1920, эвакуировавшись в Крым, поступил в Сводно-Гвардейский кавалерийский полк: заведывал санитарной частью в эскадроне лейб-гвардии Кирасирского Его Величества полка, а с мая того же года вплоть до эвакуации Крыма был заведующим санитарным транспортом в Сводно-Гвардейском кавалерийском полку. В том же полку служили офицерами два его сына. Был награждён Георгиевской медалью 3-й степени за бой под селом Жеребец, в котором
При тяжелых условиях, под ружейным и пулеметным огнём, оказывал помощь раненым и вывез всех без исключения.
В эмиграции в Югославии, затем переехал в Бельгию. Был делегатом на Зарубежном Церковном соборе в Сремских Карловцах. Состоял членом Объединения Кирасирского Его Величества полка и уполномоченным Комитета Правоведской кассы. Выступил одним из инициаторов строительства Храма-памятника во имя Царя-мученика Николая II в Брюсселе, был избран членом комитета по постройке храма. Был церковным старостой церкви Воскресения Христова.
Скончался в 1953 году близ Брюсселя. Похоронен на местном кладбище Икселя.

## Семья
Был женат на Вере Павловне Лихачевой (?—1953). Их дети:
- Игорь (1895—1975), воспитанник Пажеского корпуса, штабс-ротмистр лейб-гвардии Кирасирского Его Величества полка. Участник Белого движения в составе Добровольческой армии и ВСЮР, командир дивизиона лейб-гвардии Кирасирского Его Величества полка в Сводно-гвардейском кавалерийском полку, подполковник. В эмиграции в Бельгии, мемуарист[2].
- Алексей (1897—1920), корнет лейб-гвардии Кирасирского Его Величества полка. Участник Белого движения в составе Добровольческой армии и ВСЮР, поручик Сводно-гвардейского кавалерийского полка. Убит 17 марта 1920 под Егорлыкской[2].

## Награды
- Орден Святого Владимира 4-й ст. с мечами и бантом (?);
- Георгиевская медаль 4-й ст. (?);
- Георгиевская медаль 3-й ст. (Приказ № 79 по 1-й Кавалерийской дивизии от 14 октября 1920).